# 中国—瓦努阿图关系
中国—瓦努阿图关系（英語：China–Vanuatu relations），是指歷史上的中國和瓦努阿圖（包括中華人民共和國和瓦努阿圖共和國）之間的雙邊關係。中華人民共和國和瓦努阿圖在1982年3月26日建立外交關係，兩國有經貿和文化上的來往，中華人民共和國亦有向瓦努阿圖提供援助。

## 歷史
最早的一批瓦努阿圖華人在清朝末年來到當地，他們起初為瓦努阿圖的莊園主人工作，後來開始自己經商；這些華人在中國的親戚很多會到瓦努阿圖投奔他們，令瓦努阿圖華人的數量有所增加:88。
1906年10月，英國和法國签訂公约，決定共同管轄當時被稱為「新赫布里底」的瓦努阿圖；瓦努阿圖在1980年7月30日独立為國，其後在1982年3月26日与中華人民共和國建立邦交。
六四事件後，中華民國駐斐济代表机构的負責人向一些瓦努阿图政府高層提供赠金，又批評中華人民共和國在當地援建的议会大厦出現問題，提出由中華民國為當地援建议会大厦，换取瓦努阿图承認中華民國；該名負責人又指出，不少台湾渔船在瓦努阿圖埃斯皮里图桑托岛海域作业，這些渔船需要向瓦努阿圖當局缴交捕鱼费，故中華民國有需要在當地设立机构。及後，中華人民共和國為此派员到瓦努阿圖，但瓦努阿圖總理沃爾特·利尼在中華人民共和國人員到達時正於外岛休假，不會與外國使节會晤，瓦努阿圖外交部部長當時又在外訪；中華人民共和國的人員便與瓦努阿圖外交部常务秘书會面，他不支持中華民國在瓦努阿圖首都维拉港設立机构，但對中華民國為瓦努阿圖援建议会大厦的建議不置可否。中華人民共和國其後再派員到瓦努阿圖，會見總理利尼，利尼表示「相信两国关系定会向前发展」。在會面後，瓦努阿图内阁讨论对华关系的問題，有些官員主张接受中華民國的援助条件，有些官員則認為要與中华人民共和国保持友好关系；總理利尼最後決定拒绝接受中華民國為當地援建议会大厦，亦不會與中華民國磋商建立外交關係。1989年11月3日，瓦努阿图政府同意中華人民共和國在當地设置大使馆:334。
1992年，瑟奇·沃霍尔出任瓦努阿圖外交部部長。同年9月，中華民國與瓦努阿圖簽訂「政府间相互承认」的联合公报；事後，中華民國稱這是當局第一次以「相互承认」的方式与中華人民共和國邦交国建立「官方关系」:311。時任中華民國外交部部長錢復後來接受傳媒訪問，認為當局與瓦努阿圖相互承认是「對國際、對內、對中共」的「試探氣球」:426。
2004年11月，時任瓦努阿圖總理的沃霍尔突然出访台湾，期間與中華民國外交部部長陈唐山签署建交公报，建立瓦努阿圖與中華民國的外交關係，此前沒有與其他党派和内阁成员商議；中華人民共和國外交部發言人指當局與瓦努阿圖的關係「出現了一些問題」，要求瓦努阿圖實行兩國建交公報的相關原則，但沒有與該國斷絕外交關係。美聯社引述瓦努阿圖政府發言人指，瓦努阿圖絕對不會與中華人民共和國斷絕邦交，該國承認中華民國只是因為當局承諾提供60億美元的援助，但中華民國外交部否認此指控；沃霍尔又接受傳媒訪問，表示希望瓦努阿圖能同時得到中華人民共和國和中華民國的援助，認為與中華民國建交能夠補充中華人民共和國援助的不足之處，他又在訪問中表示「神並沒有說不能和台灣建交」:147, 149。有瓦努阿圖官員認為沃霍尔訪台是因為當地經濟面臨困境，也有學者形容沃霍尔的做法是把國家利益和個人意向結合:149。
事後，瓦努阿圖内阁两度作出决议，撤销該國與中華民國的建交公报；但是，沃霍尔其後发表声明，認為與外國建交毋須内阁会议批准，内阁的决议亦没有法律效力，此令沃霍尔與其他内阁成员的關係進一步惡化。同年12月2日，瓦努阿图议会对沃霍尔提出不信任動議，但該國最近實施了限制反对党提出不信任動議的宪法修正案；瓦努阿图最高法院首席大法官其後決定议会有权进行不信任投票，雖然沃霍尔提出上诉，但上诉法庭亦決定維持原判。最後，瓦努阿图议会決定免去沃霍尔的总理职务。
2005年8月，瓦努阿圖设立驻北京大使馆。

## 經貿關係
- 中国大陸到瓦努阿图的出口貿易[14]
- 瓦努阿图到中国大陸的出口貿易[15]

根據經濟複雜性研究中心網站上的數據，中国大陸到瓦努阿图的出口貿易在2011年由去年的不足3,000萬美元大幅提升至超過8,000萬美元，但在2012年大幅下降至3,140萬美元；2012年，中国大陸出口到瓦努阿图的貨物最多是礦產品，其次是金屬（及其製品）。瓦努阿图到中国大陸的出口貿易曾在2011年由去年的不足80萬美元升至超過240萬美元，在2012年稍微跌至220萬美元；瓦努阿图在2006年至2012年主要出口畜產來中国大陸，但該國出口到中国大陸的畜產曾在2010年下降至2,503美元，只佔當年出口總額的0.34%。

## 文化關係
中國國際廣播電台設於瓦努阿圖的分台提供中文、英语和法语的节目；其中，中文节目的內容包括中國音樂，法语节目則會介绍中国與世界的热点问题。中国中央电视台亦有在瓦努阿圖廣播。瓦努阿图华侨創辦了提供中文和英文內容的《维拉时报》，這是當地首份中英文雙語報章；《维拉时报》在2015年创刊，計劃每周發行一期，主要报導中国和瓦努阿圖兩地的時事新闻。
截至2015年8月，瓦努阿图共有上百名学生、政府官员、军官等人员到中國大陸参與学习或培训，其中有些人只在中国逗留數星期至數月，有些則在中国待了一年以至多年。

## 援助
中華人民共和國向瓦努阿图提供了经济和技术上的援助，為當地援建了校舍、牙科诊所等项目。此外，中國亦有派遣医疗队到瓦努阿图的兩所医院工作，並向當地提供医疗设备和藥物；根據中華人民共和國驻瓦努阿图大使館经商参贊处在2013年7月發表的文章，中華人民共和國累计派出了逾220個医生到瓦努阿图，他們在當地累计施行了數千次临床手术，並医治了数万個當地病人。有中國医院队的队长獲瓦努阿图总统頒授独立勋章。
2015年，瓦努阿图遭受氣旋帕姆吹袭，災情嚴重。中華人民共和國向瓦努阿图提供一批總值3,000万人民币的物资，这些物资包括糧食、帐篷等；中国駐瓦努阿图医疗队到一些受灾地区運送药物，當地的中资机构和华侨亦有提供援助。

## 外部連結
- 中華人民共和國駐瓦努阿圖共和國大使館官方網站（简体中文）（英文）
  - 中華人民共和國駐瓦努阿圖共和國大使館經濟商務處官方網站（简体中文）
- 瓦努阿圖駐港商务专员及名譽領事辦事處官方網站（英文）